# Método Scout
El Método Scout es el sistema de educación utilizado por el Movimiento Scout creado por Robert Baden-Powell en 1907. La Misión del Movimiento Scout es contribuir, a través de un sistema de valores basados en la Promesa Scout y la Ley, a la educación de los jóvenes para que participen en la construcción de un mundo mejor, donde las personas se desarrollen plenamente y jueguen un papel constructivo en la sociedad.
Para lograr dicha misión el Escultismo aplica un sistema de autoeducación progresiva, complementario de la familia y de la escuela, que se desarrolla a partir de la interacción de varios elementos, entre los cuales se destacan:
- La educación en valores expresados en una promesa y una ley a los que se adhiere voluntariamente;
- La educación activa a través del aprender haciendo, el aprender jugando y el aprendizaje por medio del servicio;
- La pertenencia a pequeños grupos (por ejemplo: la patrulla o el equipo), que con la asistencia y acompañamiento responsable de adultos, incluyen el descubrimiento y la aceptación progresivos de responsabilidades, la capacitación hacia el gobierno autónomo tendientes al desarrollo del carácter, la adquisición de habilidades y competencias, la independencia y confianza en sí mismo, el sentido de servicio y, la aptitud de cooperar y liderar;
- Programas progresivos, atrayentes y estimulantes basados en los intereses de los participantes, compuestos por un marco simbólico sugerente y un sistema progresivo de objetivos y actividades educativas variadas, incluyendo juegos, habilidades útiles y servicios a la comunidad, que ocurren en gran parte al aire libre en contacto con la naturaleza.

## Sistema integrado por partes entrelazadas
Constituye un todo integrado por varios elementos que se combinan. La definición de los elementos del Método Scout han variado a lo largo de la historia. En la década de 1990 la Organización Mundial del Movimiento Scout realiza una revisión de sus Fundamentos previo a la Conferencia Scout Mundial que se realiza en Durban, Sudáfrica. Como resultado de dicho encuentro mundial se define la Misión del Movimiento Scout y se editan una serie de publicaciones que explicitan y explican el Método Scout.
Estos elementos son constantes pedagógicas que se aplican a través de las diferentes edades adaptándolos a las características de los niños y jóvenes.
El Movimiento Scout tiene como misión contribuir, a través de un sistema de valores basados en la Promesa Scout y la Ley Scout , a la educación de los jóvenes para que participen en la construcción de un mundo mejor, donde las personas se desarrollen plenamente y jueguen un papel constructivo en la sociedad.
Las actividades se realizan de acuerdo con el método educativo scout, compuesto por un conjunto de elementos que procuran convertir al joven y a la joven en el principal agente de su propio desarrollo, de manera que llegue a ser una persona autónoma, solidaria, responsable y comprometida.
Los principales elementos del método son los siguientes:

### La adhesión voluntaria - educación en valores
La propuesta educativa del Movimiento Scout presenta modelos claros de valores que son comprensibles y, a la vez, representan un desafío para los jóvenes.
La Promesa Scout es una fórmula de adhesión personal, libre y voluntaria, al estilo de vida que propone la Ley. Es un compromiso personal ante una comunidad que también se compromete a apoyar y a exigir.
La Ley Scout, también llamada Código de Honor en algunos países, es un código personal de vida que, con formulaciones positivas y sin prohibiciones, provee un decálogo que orienta las decisiones del joven.
La Ley Scout expresa, en un lenguaje accesible, el modelo de persona y de sociedad que busca el Movimiento Scout. 
Cada Scout -niño, joven o adulto- irá descubriendo y haciendo suyos esos valores a través de su participación en las actividades propuestas por el programa del Movimiento Scout.
Por lo tanto, se considera a la Promesa, la Ley y el sistema de patrullas, el núcleo trípode del Método Scout alrededor del cual «pivotan» los demás elementos.
Al asumir el compromiso de la Promesa Scout el joven pone todo su empeño en hacer cuanto de él dependa para vivir de acuerdo con dichos valores, que se resumen en tres principios:
- Los deberes para con Dios (o lo espiritual, trascendente),
- Los deberes para con los demás (la Humanidad, su Patria) y,
- Los deberes para consigo mismo (el desarrollo de sus potencialidades).

### Educación a través de la acción
El Escultismo propone un método de educación activa que parte desde los dinamismos naturales de los niños y jóvenes: de sus intereses, de sus deseos y sus sueños; para convertirlos en aventuras entusiasmantes.
Esa aventura, que puede tomar la forma de juego, de campamento, de servicio a la comunidad, es el medio por el cual se invita a los jóvenes a experimentar el modelo de valores propuesto.
Cada joven es protagonista de su propia educación y tiene la posibilidad de elegir libremente las actividades que desea realizar.
Estas elecciones se realizan a través de una constante dinámica de acción-reflexión, personal y en grupo, donde cada uno va adquiriendo experiencias, descubriendo los valores vividos e integrando nuevos aprendizajes.
Según la edad, el juego y el aprender a través de la práctica son la manera privilegiada de aprehender la realidad y de adquirir habilidades y conocimientos útiles para la vida.

### Pertenencia a pequeños grupos - vida comunitaria
Cada uno necesita de los demás para realizarse como persona. El Escultismo desarrolla este dinamismo social a través la pertenencia a pequeños grupos donde cada integrante se hace responsable de una tarea frente a sus compañeros.
El Método Scout propone vivir una aventura en pequeños grupos a través del llamado sistema de Patrullas. 
En esa pequeña comunidad a su medida cada joven aprende a trabajar, a compartir y a relacionarse con los demás; asume una responsabilidad al servicio del grupo y se confrontan las experiencias vividas.
El sentido de educar personas en relación con los demás, es que sean personas abiertas a vivir junto a otros y que, al descubrir las riquezas de los demás, descubran sus propias riquezas y carencias, construyendo su autoestima.

### Programas progresivos basados en los intereses de los participantes
Toda persona está llamada a ser libre, a desarrollarse plenamente y a ser responsable de su desarrollo. 
Cada actividad es un llamado a crecer porque propone un desafío e invita a plantearse metas y compromisos, según la edad, con el fin de desarrollar la vocación personal.
Este sistema progresivo de objetivos y actividades abarca todas las áreas del desarrollo de la persona y está en constante confrontación con el estilo de vida propuesto por la Ley Scout.
El método scout propone a los jóvenes objetivos personales a lograr, esto es, que se esfuercen por alcanzar un conjunto de conductas deseables que les permitan crecer. Estos objetivos están establecidos según la edad de los jóvenes y van siendo más desafiantes a medida que ellos crecen, pero siempre de acuerdo a un cierto perfil final que se espera que el joven o la joven logren alrededor de los 20 años.
Los objetivos comprenden todos los aspectos de la personalidad, por lo que están agrupados en 6 áreas de crecimiento: corporalidad, creatividad, carácter, afectividad, sociabilidad y espiritualidad. No obstante que están ordenados en un malla, ésta es sólo una propuesta que cada joven, en diálogo con el adulto voluntario encargado de su seguimiento, modifica y complementa hasta que la hace suya.
De acuerdo al principio de aprendizaje por la acción, para lograr los objetivos los jóvenes realizan actividades, que son propuestas y elegidas por ellos mismos, y que desarrollan y evalúan con el apoyo de los voluntarios adultos. Las actividades permiten que los jóvenes tengan experiencias personales que contribuyen a incorporar en su comportamiento las conductas deseables propuestas por los objetivos.
De esta manera, las actividades cubren campos de acción muy diversos cuyo único denominador común es que son atrayentes para los jóvenes puesto que ellos mismos las eligen. La tarea del educador voluntario es convertir esa actividad en una experiencia de aprendizaje.
Un conjunto de estímulos y reconocimientos, adaptados a cada etapa de desarrollo, da cuenta del crecimiento de cada joven.

### Orientación y acompañamiento responsable de voluntarios adultos
El proceso educativo que propone el Escultismo sólo es posible en la medida en que existan adultos responsables de su puesta en práctica.
El voluntario adulto participa activamente de ese proceso compartiendo las actividades con los jóvenes y generando espacios que permitan vivenciar los valores que propone el movimiento.
El adulto ayuda al grupo a descubrir el sentido de lo vivido, presta atención a cada joven y lo orienta en su desarrollo personal.
El rol del adulto es fomentar la toma de decisiones por parte de los muchachos sin imponer sus propias convicciones.

### El contacto con la naturaleza
La naturaleza es el espacio privilegiado de las actividades del Movimiento Scout. 
Su objetivo es integrar al joven como sujeto activo y respetuoso del medio natural. El conocimiento y aceptación de otros seres vivos es fundamento para el respeto, la tolerancia y la convivencia solidaria en la sociedad humana.
La naturaleza como ámbito de interdependencia se ofrece como espacio donde valerse por sí mismo.